# TfL Rail
TfL Rail é a franquia de duas linhas ferroviárias separadas em Londres e seus arredores que farão parte do serviço Crossrail quando abrir em etapas a partir do outono de 2019. Neste momento, o nome TfL Rail será retirado e os serviços serão conhecidos como Elizabeth line. A data do outono de 2019 é de aproximadamente nove meses mais tarde do que o planejado, a Elizabeth line tendo sido inicialmente planejada para ser aberta em dezembro de 2018. 
TfL Rail foi introduzido em maio de 2015 quando assumiu o controle da Abellio Greater Anglia, do serviço suburbano "metro" entre Liverpool Street no centro de Londres, e Shenfield em Essex. Esse ramo compreende as primeiras 14 estações da Great Eastern Main Line, com transferência em Shenfield para serviços de média e longa distâncias além de East Anglia. 
Em maio de 2018, a TfL Rail também assumiu a operação do serviço Heathrow Connect entre Paddington, no centro de Londres, e o Aeroporto de Heathrow a oeste (a estação Heathrow Terminal 4 sendo o terminal). Essa rota tem nove estações. 
O serviço é operado pela MTR Corporation sob contrato com a Transport for London (TfL). 
Entre maio de 2016 e maio de 2017, a TfL Rail transportou mais de 47 milhões de passageiros no ramal de Shenfield.

## História
Em junho de 2013, a TfL anunciou que a Arriva, a MTR Corporation, a Keolis/Go-Ahead Group e a National Express haviam sido selecionadas para concorrer a concessão para operar o Crossrail, que estava em construção.
Em julho de 2014, a TfL adjudicou o contrato à MTR de Hong Kong, por um período de oito anos, com a opção de prolongar por mais dois anos.
A MTR Corporation (Crossrail) Ltd foi criada como uma nova companhia operadora de trens e assumiu o controle do serviço "metro" entre Liverpool Street e Shenfield da operadora anterior, a Abellio Greater Anglia, em maio de 2015. Os trens da Classe 315 existentes foram repintados na pintura da TfL Rail, e foram adicionadas marcas apropriadas, publicidade e quadros de mensagens nas 14 estações ao longo da linha. Cada estação tem pessoal, desde o primeiro trem até o último do dia. 
Em maio de 2018 a TfL Rail assumiu a operação do serviço Heathrow Connect entre Paddington e Heathrow. 

## Estações
O ramal leste (Shenfield) da TfL Rail atravessa as 20 milhas 16 correntes (32.5 km) existentes de trilhos da Great Eastern Main Line entre Liverpool Street e Shenfield. A futura rota Crossrail manterá o uso da maior parte desta pista, exceto a parte entre Liverpool Street e Stratford, onde os trens usarão novos túneis subterrâneos para se conectarem à seção central da rota. 
O ramal oeste (Heathrow) opera sobre parte da Great Western Main Line e do túnel de Heathrow entre Paddington e Heathrow por 16 milhas 38 correntes (26.5 km). 
Estações servidas ou operadas pela TfL Rail:
| Estação                     | Zona | Autoridade local      | Transferência                    | Operada por      | Servida pela TfL Rail |
| --------------------------- | ---- | --------------------- | -------------------------------- | ---------------- | --------------------- |
| Abbey Wood                  | 4    | Royal Greenwich       | Predefinição:Rail-interchange    | TfL Rail         | Não                   |
| Acton Main Line             | 3    | Ealing                |                                  | TfL Rail         | Sim                   |
| Burnham                     | -    | Slough                | Predefinição:Rail-interchange    | TfL Rail         | Não                   |
| Brentwood                   | 9    | Brentwood             |                                  | TfL Rail         | Sim                   |
| Chadwell Heath              | 5    | Redbridge             |                                  | TfL Rail         | Sim                   |
| Forest Gate                 | 3    | Newham                |                                  | TfL Rail         | Sim                   |
| Gidea Park                  | 6    | Havering              |                                  | TfL Rail         | Sim                   |
| Goodde maio dees            | 4    | Redbridge             |                                  | TfL Rail         | Sim                   |
| Hanwell                     | 4    | Ealing                |                                  | TfL Rail         | Sim                   |
| Harold Wood                 | 6    | Havering              |                                  | TfL Rail         | Sim                   |
| Hayes & Harlington          | 5    | Hillingdon            | Predefinição:Rail-interchange    | TfL Rail         | Sim                   |
| Heathrow Central (for T2&3) | 6    | Hillingdon            | HX                               | Heathrow Express | Sim                   |
| Heathrow Terminal 4         | 6    | Hillingdon            |                                  | Heathrow Express | Sim                   |
| Ilford                      | 4    | Redbridge             |                                  | TfL Rail         | Sim                   |
| Iver                        | -    | South Bucks           | Predefinição:Rail-interchange    | TfL Rail         | Não                   |
| Langley                     | -    | Slough                | Predefinição:Rail-interchange    | TfL Rail         | Não                   |
| Liverpool Street            | 1    | Cidade de Londres     | Predefinição:Rail-interchange    | Network Rail     | Sim                   |
| Paddington                  | 1    | Cidade de Westminster | Predefinição:Rail-interchange HX | Network Rail     | Sim                   |
| Manor Park                  | 3/4  | Newham                |                                  | TfL Rail         | Sim                   |
| Maryland                    | 3    | Newham                |                                  | TfL Rail         | Sim                   |
| Romford                     | 6    | Havering              | Predefinição:Rail-interchange    | TfL Rail         | Sim                   |
| Seven Kings                 | 4    | Redbridge             |                                  | TfL Rail         | Sim                   |
| Shenfield                   | C    | Brentwood             | Predefinição:Rail-interchange    | Greater Anglia   | Sim                   |
| Southall                    | 4    | Ealing                | Predefinição:Rail-interchange    | TfL Rail         | Sim                   |
| Stratford                   | 2/3  | Newham                | Predefinição:Rail-interchange    | TfL Rail         | Sim                   |
| Taplow                      | -    | South Bucks           | Predefinição:Rail-interchange    | TfL Rail         | No                    |
| West Ealing                 | 3    | Ealing                | Predefinição:Rail-interchange    | TfL Rail         | Sim                   |

## Frota de trens
| Classe             | Imagem | Tipo | Velocidade máxima | Velocidade máxima | Carruagens | Número | Rotas operadas                                               | Construído | Anos em operação |
| Classe             | Imagem | Tipo | mph               | km/h              | Carruagens | Número | Rotas operadas                                               | Construído | Anos em operação |
| ------------------ | ------ | ---- | ----------------- | ----------------- | ---------- | ------ | ------------------------------------------------------------ | ---------- | ---------------- |
| Classe 315         |        | TUE  | 75                | 120               | 4          | 44     | Liverpool Street - Shenfield                                 | 1980–81    | 2015–18          |
| Classe 345 Aventra |        | TUE  | 90                | 145               | 7 e 9      | 66     | Liverpool Street - Shenfield Paddington - Hayes e Harlington | 2015–18    | 2017 – presente  |
| Classe 360 Desiro  |        | TUE  | 100               | 160               | 5          | 5      | Paddington - Terminal 4 de Heathrow                          | 2002-05    | 2018 – presente  |

### Ramal de Shenfield

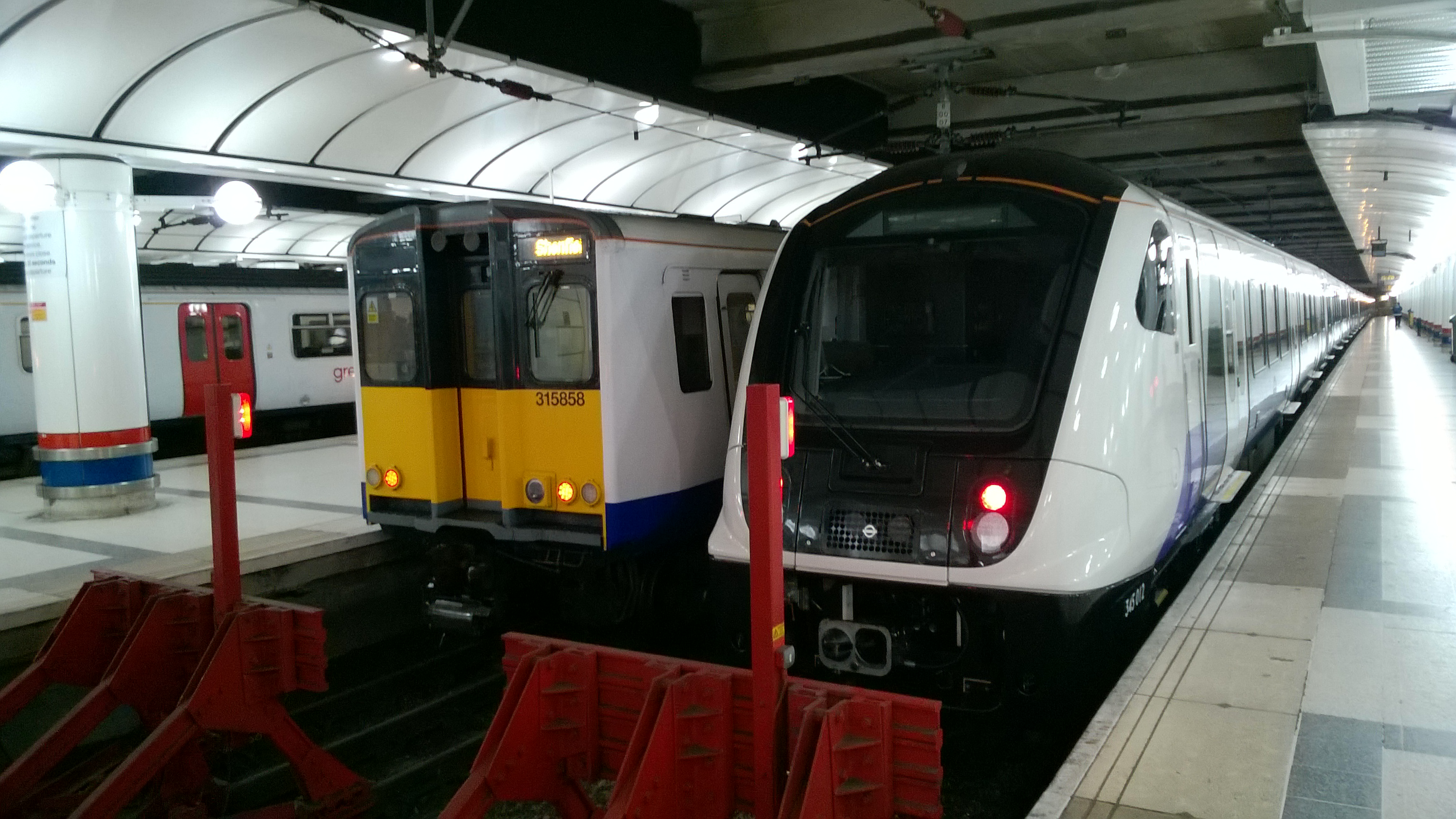
Classe 315 e Classe 345 na Liverpool Street

O ramal leste da TfL Rail opera com uma frota de novos trens Classe 345.
Os trens da Classe 315 continuarão a ser mantidos no pátio de Ilford existente. A frota Classe 345 será mantida predominantemente em um novo pátio em Old Oak Common.

### Ramal de Heathrow
A TfL Rail herdou cinco unidades da Classe 360 do Heathrow Connect quando assumiu as operações em 20 de maio de 2018. Esses trens serão usados para operar o serviço de meia hora (2tph) existente para Heathrow enquanto que as unidades Classe 345 complementarão inicialmente com um serviço de meia hora (2tph) para a Hayes and Harlington, um serviço anteriormente operado pelas unidades Classe 387 da Great Western Railway.  Inicialmente, as unidades Classe 345 correrão com 7 carros sendo estendidos para 9 carros completos até meados de 2019 após os serviços do Shenfield começarem a servir Paddington.